# Marquesado de Olérdola

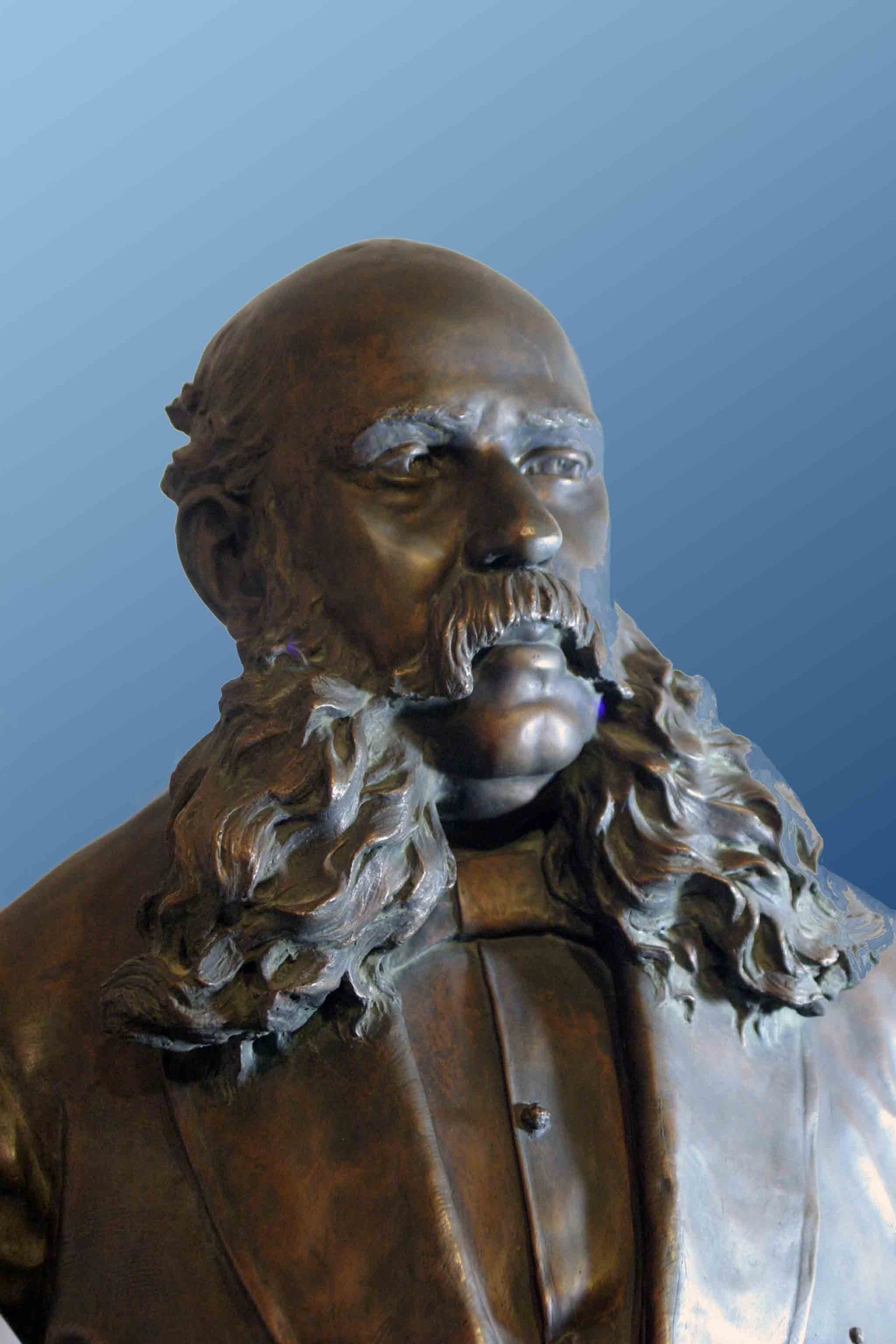
Estatua de Francisco de Paula Rius y Taulet, I marqués de Olérdola.

Escudo de Olérdola, en la provincia de Barcelona.

El marquesado de Olérdola es un título nobiliario español creado por la reina regente María Cristina de Habsburgo Lorena y concedido, en nombre de Alfonso XIII, a Francisco de Paula Rius y Taulet, alcalde de Barcelona, el 24 de diciembre de 1888 por real decreto y el 31 de diciembre de 1889 por real despacho.
Su denominación hace referencia a la localidad española de Olérdola, en la provincia de Barcelona.

## Marqueses de Olérdola
|                           | Titular                          | Periodo                   |
| Creación por Alfonso XIII | Creación por Alfonso XIII        | Creación por Alfonso XIII |
| ------------------------- | -------------------------------- | ------------------------- |
| I                         | Francisco de Paula Rius y Taulet | 1889-1890                 |
| II                        | Manuel Rius y Rius               | 1909-1971                 |
| III                       | Salvador Mas de Xaxas y Rius     | 1974-1989                 |
| IV                        | Mariano Mas de Xaxas y Rovellat  | 1990-hoy                  |

## Historia de los marqueses de Olérdola
La lista los marqueses de Olérdola, junto con las fechas en las que sucedieron sus titulares, es la que sigue:
- Francisco de Paula Rius y Taulet (1833-1890), I marqués de Olérdola, Gran Cruz de Isabel la Católica, alcalde de Barcelona, diputado a Cortes, fiscal del Consejo de Estado.

Se casó con Dorotea Rius y Nogués. El 12 de marzo de 1909 le sucedió su hijo:
- Manuel Rius y Rius (1883-1971), II marqués de Olérdola.

Se casó con María del Rosario Mas Capó. El 12 de junio de 1974, tras orden del 4 de abril de 1973 (BOE del 27 de abril), le sucedió:
- Salvador Mas de Xaxas y Rius (1906-1989), III marqués de Olérdola.

Se casó con Mariana Rovellat y Riera. El 16 de abril de 1990, tras solicitud cursada el 27 de diciembre de 1989 (BOE del 13 de enero de 1990) y orden del 22 de febrero de 1990 (BOE del 15 de marzo), le sucedió su hijo:
- Mariano Mas de Xaxas y Rovellat (n. 1936), IV marqués de Olérdola.

Se casó con Hélène Brassens Dubois.